# Oswaldo Sánchez
Oswaldo Javier Sánchez Ibarra (Guadalajara, 21 de septiembre de 1973) es un exfutbolista mexicano que jugaba como portero. Debutó con el Club Atlas de Guadalajara en 1993 y se retiró con el Club Santos Laguna en el 2014, a los 41 años. Actualmente junto a Francisco Fonseca se dedican a ser comentaristas deportivos de TUDN.
Destacando por sus grandes reflejos, se ganó el apodo de "San Oswaldo", el cual le fue otorgado por la afición del Guadalajara y la Selección Mexicana.

## Biografía
Nació en la ciudad de Guadalajara, en el estado de Jalisco, México. De niño trabajó de "cerillo" en una tienda departamental con la intención de ayudar a su madre y hermanos. Tiene cuatro hermanos, Karina, Ileana, Lizbeth y Jorge.  Es hijo de Alma Rosa Ibarra y de Felipe de Jesús Sánchez Carmona. Su padre falleció el 7 de junio de 2006 cuando Oswaldo se encontraba concentrado con la selección de fútbol de México para disputar la Copa Mundial de Fútbol de 2006, ese mismo día, Oswaldo viajó a Guadalajara para el funeral de su padre y regresó a Alemania el 10 de junio, solo unas horas antes del debut de México en el mundial. Está casado con Esperanza del Toro, con quien tiene 4 hijos, Michelle, Valeria, Sofía y Oswaldo Jr.
En 2005 participó como actor en la película "La Hacienda del Terror", junto con otros futbolistas como Martín Zúñiga y Nacho Vázquez. También logró estar en la portada del videojuego más reconocido de fútbol, FIFA EA Sports, en su edición 2005, junto con Andriy Shevchenko y Fernando Morientes.

## Trayectoria

### Inicios
A los 17 años, un amigo suyo lo invitó a jugar en un equipo de fuerzas básicas llamado Universidad, que estaba vinculado a la Universidad de Guadalajara. Empezó jugando de portero, no porque fuera su posición, sino porque ese día que fue faltó el arquero de la Universidad, por lo que lo metieron a jugar en esa posición, en ese partido su equipo perdió, pero tuvo un buen desempeño en general por lo que el entrenador de Universidad, Jaime Montes, lo invitó a seguir jugando con ellos como portero.
Cuando Oswaldo contaba con 18 años, su equipo se encontraba jugando con el Atlas Chapalita, uno de los clubes filiales del Atlas Fútbol Club, ese día su padre se encontraba viendo el partido junto con José Luis Real, ambos jugaron juntos cuando se encontraba en las fuerzas básicas del Club Deportivo Guadalajara, en ese momento el "Güero" Real era el director de fuerzas básicas del Atlas y se encontraba buscando porteros, por lo que el padre de Oswaldo se lo recomendó. Al siguiente día, Oswaldo ya se encontraba a prueba en las canchas de Chapalita y al final terminó por quedarse en las fuerzas básicas, en específico, con los Académicos de Atlas.

### Club Atlas de Guadalajara
Debutó con el Atlas de Guadalajara el 30 de octubre de 1993, entró de cambio por Miguel de Jesús Fuentes, en partido correspondiente a la jornada 13 de la Temporada 1993-94 que terminó empatado a un gol contra los Tiburones Rojos de Veracruz. El director técnico responsable de debutarlo en la primera división fue el argentino Marcelo Bielsa. 
Oswaldo tuvo un gran maestro en la portería, llegó al equipo grande del Atlas cuando el portero uruguayo, Robert Siboldi, era el titular del equipo, supo esperar su momento como suplente de Miguel Fuentes, y en la campaña 1993-94 tuvo su oportunidad y la aprovechó al máximo convirtiéndose en titular de inmediato y jugó su primera liguilla, en donde fue eliminado por el Club Santos Laguna en cuartos de final.
Inamovible del marco de Atlas en las campañas 1994-95 y 1995-96, jugó su último juego como rojinegro fue contra el mismo rival que debutó: Veracruz, en la liguilla de la última temporada larga antes de pasar a los torneos cortos, el global fue 3-3 pero los "zorros" no continuaron. Para el siguiente torneo fue transferido al Club América.

### Club América
Con el inicio de los torneos cortos, en el Torneo Invierno 1996, Sánchez Ibarra se vistió de amarillo. Llegó a las Águilas del América pedido por el nuevo técnico Ricardo La Volpe. Debutó con las "águilas" el 11 de agosto de 1996, en la derrota de su nuevo equipo en contra del Santos Laguna, equipo que a la postre terminaría campeón del torneo. Ahí le costó trabajo hacerse del puesto titular, en sus primeros dos torneos con el equipo jugó 14 partidos, sólo fue indiscutible en dos de los seis torneos que militó con las Águilas, el Invierno 1997 y Verano 1999, en ambos jugó la liguilla. 
El 17 de abril de 1999 recibió su primer expulsión como jugador profesional, en un partido que el América perdió 4-0 ante el Cruz Azul. Sus últimos partidos como americanista fueron contra Santos Laguna, en los partidos de cuartos de final del verano 1999, las Águilas ganaron el partido de vuelta 2-0, pero habían perdido 0-3 en la ida y quedaron fuera. En ese torneo fue compañero de Ramón Ramírez en el equipo de Coapa, el nayarita llegaba de Chivas en una polémica transferencia, fue un año en el que se realizaron seis transferencias entre estos odiados equipos, antes de iniciar el invierno 1999 se anunció un cambio, jugadores de apellido Sánchez, Joel fue a las Águilas, Oswaldo al Guadalajara, más tarde jugarían juntos en el Rebaño Sagrado.

### Club Deportivo Guadalajara
El Club Deportivo Guadalajara adquirió su carta para el Torneo Invierno 1999. Debutó con el "Rebaño Sagrado" el 15 de agosto de 1999 en la victoria 0-2 de las chivas sobre Monarcas Morelia. El 4 de octubre de 2000 Sánchez anotó un gol de cabeza en la Copa Merconorte 2000 en un partido contra el Club Deportivo El Nacional de Ecuador, las chivas perdían 2-3, Oswaldo se fue a rematar en un tiro libre y logró anotar el tanto de la igualada en el minuto 91, lo que concretó el pase del Guadalajara a la segunda fase de dicha competición.
En el Torneo Clausura 2004 disputó su primera final en el fútbol mexicano enfrentándose al Club Universidad Nacional. El partido de ida terminó empatado a un gol y el de vuelta a ceros, por lo que se tuvo que definir en tanda de penaltis, en donde el Guadalajara perdió, obteniendo el subcampeonato de esa temporada.
El verano del 2005 estuvo en negociaciones para ir a jugar con el Santos Futebol Clube de Brasil, pero al final no se concretó su traspaso. Al enfrentar a Club Necaxa, el 4 de marzo de 2006, llegó a 400 partidos en el máximo circuito, dentro de los que fue expulsado seis veces. Jugó la Copa Libertadores 2006, en donde su equipo tuvo un gran desempeño a lo largo del torneo y fueron eliminados en semifinales por el São Paulo Futebol Clube. En julio de 2006, se negoció su traspaso al Getafe Club de Fútbol, pero no se llevó a cabo, debido a que el equipo español prefirió fichar al argentino Roberto Abbondanzieri, del Boca Juniors.
Su equipo llegó a la final del Torneo Apertura 2006. El 10 de diciembre de 2006, luego de jugar un repechaje contra el equipo de Veracruz, al que vencieron, y dejando también en el camino al Cruz Azul y América respectivamente, el Guadalajara enfrentó en la gran final al Deportivo Toluca. El primer partido terminó empatado a un gol en el Estadio Jalisco, decidiéndose el campeonato en el Estadio Nemesio Díez, en donde el Guadalajara ganó 1-2, con marcador global de tres goles a dos, y se coronó campeón del fútbol mexicano, Oswaldo levantó el trofeo como capitán. Ocho días después de ser campeón, el 18 de diciembre, Sánchez anunció su salida del cuadro rojiblanco y su traspaso al Club Santos Laguna, terminando una racha de 272 partidos de liga, 15 encuentros de copa y 37 internacionales registrando un total de 324 encuentros. Fue comparado con los legendarios porteros de la institución como Ignacio Calderón y Jaime David Gómez.

### Club Santos Laguna
Fue fichado por el Santos Laguna para el Clausura 2007. Debutó con el equipo el 20 de enero de 2007 en la derrota de Santos ante Monterrey por marcador de 1-0. En su primer torneo, consiguió salvar al equipo del descenso y clasificó al repechaje venciendo al San Luis 3-2. En la liguilla, Santos empató en cuartos de final 3-3 en el marcador global con el Club de Fútbol Pachuca y fue eliminado debido a la posición en la tabla. A partir de ese momento Santos consiguió un lugar importante en el fútbol mexicano, logrando el liderato en el Torneo Apertura 2007, llegando hasta semifinales en donde fueron eliminados por el Club Universidad Nacional 5-4. En el siguiente campeonato, el Clausura 2008 se proclamó campeón de liga al vencer 3 por 2 a Cruz Azul.
En el Torneo Bicentenario 2010, Santos derrotó a Monarcas Morelia en semifinales, y en la final en contra del Deportivo Toluca, el juego de ida terminó en empate a dos goles, y el de vuelta empatado a ceros, en la tanda de penales Toluca se proclamó campeón (4-3). Medio año más tarde, en el Torneo Apertura 2010, Santos laguna volvió a ser finalista, esta vez perdió la final en contra del Club de Fútbol Monterrey por marcador global de 5-3, el partido de ida terminó 3-2 a favor del Santos y el de vuelta 0-3. En el Torneo Apertura 2011, Santos llegó a la final y se enfrentó al Tigres de la UANL, perdió los dos partidos (0:1, 3:1) y así Oswaldo consiguió su tercer subcampeonato consecutivo con el equipo.
El 20 de mayo de 2012 logró su segundo título de liga con Santos y su tercero en primera división al vencer 3 por 2 al Club de Fútbol Monterrey de Víctor Manuel Vucetich colaborando en los últimos minutos al evitar el empate de un tiro de Aldo de Nigris. El 15 de septiembre de 2012 alcanzó 638 partidos, posicionándolo como el segundo futbolista con más partidos detrás de Benjamín Galindo con 697. En la Concacaf Liga Campeones 2011-12, llegó a la final del torneo y se enfrentó a Monterrey, el partido de ida perdió 2-0 y el de vuelta lo ganó 2-1, pero por la diferencia de goles Monterrey se coronó campeón.
El 11 de enero de 2013 se convirtió en el portero con más penales atajados en la Primera División de México con veinticuatro, al atajarle la pena máxima a Luis Ernesto Pérez, en un partido desputado contra el Club Deportivo Guadalajara. Un mes después en el partido contra la UNAM atajó el penal a Efraín Velarde y consiguió su penal atajado número 25. El 20 de enero de 2013 cumplió 650 partidos en Primera División en un partido contra el Puebla, acercándose a sólo 47 del récord de Benjamín Galindo.
En la Concacaf Liga Campeones 2012-13, Santos volvió a la final por segundo torneo consecutivo y su rival era de nueva cuenta Monterrey, el partido de ida terminó en empate a cero y en el de vuelta Monterrey ganó 4-2, consiguiendo así Oswaldo otro subcampeonato más. El 11 de febrero de 2014 Sánchez Ibarra regresó al máximo torneo de clubes de América, la Copa Libertadores en la edición 2014, Santos se impuso 1-0 al Arsenal de Sarandí. Gracias a sus grandes intervenciones a lo largo del partido, se llevó el trofeo del mejor jugador del partido.
El 22 de febrero de 2014 alcanzó los 697 partidos en la Primera División de México, con los que se suponía que empataba la marca de Benjamín Galindo como los jugadores con más partidos disputados en la historia de la liga, y el 28 de febrero superó esta marca, con esto se pensó que Oswaldo se había convertido en el jugador con más partidos en la Primera División de México, pero esto no fue así, ya que después se confirmó que el "Maestro" en verdad jugó 700 partidos de primera división y no 697 como se pensaba, los tres partidos que faltaban en su historial fueron, uno en la fecha 15 de la temporada 1980-81 en contra de la Universidad de Guadalajara y dos de la liguilla por no descender al concluir el certamen 1981-82 contra el Atlas. El 15 de marzo llegó a los 700 partidos en la victoria del Santos en contra del Club de Fútbol Pachuca por marcador de 3-1, y finalmente superó la marca del "Maestro" Galindo el 21 de marzo de 2014, cuando el Santos empató a dos goles contra el Monarcas Morelia.
El 4 de noviembre obtuvo el título de la Copa México Apertura 2014 cuando su equipo derrotó al Puebla Fútbol Club en penales. El 19 de diciembre de 2014 anunció su retiro del fútbol mexicano profesional.

## Selección nacional

### Categorías inferiores
México Sub-20
Jugó en el Mundial Sub-20 de Australia 1993. México terminó segundo lugar de su grupo, producto de dos victorias ante Noruega y Arabia Saudita y una derrota ante Brasil. En cuartos de final empató con Inglaterra en el tiempo regular a cero goles, en la tanda de penales, Inglaterra derrotó a México (4:3). Oswaldo fue titular en los cuatro partidos que disputó la selección mexicana y recibió tres goles, dos de Brasil y uno de Arabia Saudita.
| Torneo                                | Sede      | Resultado        | Partidos |
| ------------------------------------- | --------- | ---------------- | -------- |
| Copa Mundial de Fútbol Sub-20 de 1993 | Australia | Cuartos de final | 4        |

México Sub-23
Fue convocado por Guillermo Vázquez para participar en los Juegos Panamericanos de 1995, en donde obtuvo la medalla de plata. Ese mismo año jugó en las eliminatorias para los Juegos Olímpicos de Atlanta 1996, obteniendo el pase en Edmonton, Canadá. Durante las eliminatorias, Oswaldo fue el portero titular y parecía que también lo sería en la justa olímpica, pero Carlos de los Cobos llamó a Jorge Campos y Sánchez fue relegado a la banca.
| Torneo                       | Sede           | Resultado        |
| ---------------------------- | -------------- | ---------------- |
| Juegos Panamericanos de 1995 | Argentina      | Medalla de plata |
| Juegos Olímpicos de 1996     | Estados Unidos | Cuartos de final |

### Selección absoluta

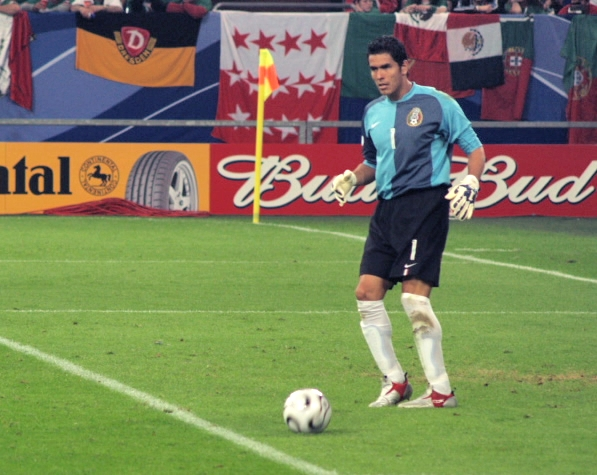
Oswaldo Sánchez disputando un encuentro con la selección mexicana.

Bora Milutinović fue quien lo debutó el 8 de junio de 1996, en el partido México 1-0 Bolivia. Fue convocado por Ricardo La Volpe para disputar la Copa Oro de 2003, en el cual tuvo grandes actuaciones, la selección mexicana ganó el título venciendo 1-0 a Brasil y le fue otorgada la distinción del mejor portero del certamen. 
Fue llamado a la Selección mexicana de fútbol para los mundiales de Francia 1998, Corea-Japón 2002, y Alemania 2006. En el mundial de Francia 1998 y Corea-Japón 2002 fue portero suplente, y en el de Alemania 2006 fue covocado por Ricardo La Volpe como arquero titular de la selección mexicana.
En la Copa Confederaciones de 2005. En el partido contra Grecia, al minuto 7, los helénicos estuvieron cerca de convertir pero Oswaldo hizo la atajada del torneo salvando su marco en dos ocasiones consecutivas. Primero, un cabezazo de Charisteas en el corazón del área fue sacado por Oswaldo que voló hacia su izquierda y con las uñas rozó la pelota para que este se estrellara en el travesaño, el rebote le quedó a Vryzas que, pese a disparar mal, contó con la fortuna de que la defensa desvió y la pelota iba directo al arco, sin embargo, Oswaldo, con una reacción tirado en el piso logró manotear y milagrosamente la pelota picó frente al poste y se salió tomando un efecto providencial. Con grandes actuaciones de Oswaldo y Jared Borgetti la Selección mexicana ganó el cuarto lugar de la competencia tras perder 3-4 ante Alemania, por lo cual al finalizar del torneo fue nombrado por la FIFA como el mejor guardameta. 
Tiene 98 partidos internacionales, de los cuales 39 han sido amistosos, 26 en eliminatorias mundialistas, 9 en Copa Oro, 10 en Copa Confederaciones, 8 en Copa América, 4 en Copa del Mundo y 2 en Copa USA, que lo convierten en el duodécimo jugador que más veces ha jugado con la selección nacional. El 12 de octubre del 2011, Sánchez se retiró de la selección mexicana en un partido disputado ante la selección de Brasil.

### Participaciones en torneos internacionales
| Competición                | Sede                                 | Resultado        | Partidos |
| -------------------------- | ------------------------------------ | ---------------- | -------- |
| Copa Oro CONCACAF 1996     | Estados Unidos                       | Campeón          | 0        |
| Copa USA 1996              | Estados Unidos                       | Campeón          | 2        |
| Clasificación Mundial 1998 | Norteamérica, Centroamérica y Caribe | Clasificado      | 2        |
| Copa Confederaciones 1997  | Arabia Saudita                       | Primera fase     | 2        |
| Copa Mundial FIFA 1998     | Francia                              | Octavos de final | 0        |
| Copa Confederaciones 2001  | Corea del Sur y Japón                | Primera fase     | 3        |
| Copa América 2001          | Colombia                             | Subcampeón       | 1        |
| Clasificación Mundial 2002 | Norteamérica, Centroamérica y Caribe | Tercer lugar     | 3        |
| Copa Mundial FIFA 2002     | Corea del Sur y Japón                | Octavos de final | 0        |
| Copa Oro CONCACAF 2003     | Estados Unidos y México              | Campeón          | 5        |
| Copa América 2004          | Perú                                 | Cuartos de final | 4        |
| Copa Confederaciones 2005  | Alemania                             | Cuarto lugar     | 5        |
| Clasificación Mundial 2006 | Norteamérica, Centroamérica y Caribe | Clasificado      | 12       |
| Copa Mundial FIFA 2006     | Alemania                             | Octavos de final | 4        |
| Copa Oro CONCACAF 2007     | Estados Unidos                       | Subcampeón       | 5        |
| Copa América 2007          | Venezuela                            | Tercer lugar     | 3        |
| Clasificación Mundial 2010 | Norteamérica, Centroamérica y Caribe | Clasificado      | 9        |

#### Partidos internacionales
| Partidos internacionales | Partidos internacionales | Partidos internacionales                                        | Partidos internacionales     | Partidos internacionales | Partidos internacionales                |
| #                        | Fecha                    | Estadio                                                         | Oponente                     | Resultado                | Competición                             |
| ------------------------ | ------------------------ | --------------------------------------------------------------- | ---------------------------- | ------------------------ | --------------------------------------- |
| 1                        | 8 de junio de 1996       | Cotton Bowl, Dallas, Estados Unidos                             | Bolivia                      | 1–0                      | Copa USA 1996                           |
| 2                        | 12 de junio de 1996      | Giants Stadium, East Rutherford, Estados Unidos                 | Irlanda                      | 2–2                      | Copa USA 1996                           |
| 3                        | 31 de agosto de 1996     | Parque de los Príncipes, París, Francia                         | Francia                      | 0–2                      | Amistoso                                |
| 4                        | 9 de noviembre de 1997   | Estadio Azteca, México DF, México                               | Costa Rica                   | 3–3                      | Eliminatorias 1998                      |
| 5                        | 16 de noviembre de 1997  | Parque Independence, Kingston, Jamaica                          | Jamaica                      | 0–0                      | Eliminatorias 1998                      |
| 6                        | 12 de diciembre de 1997  | Estadio Rey Fahd, Riad, Arabia Saudita                          | Australia                    | 1–3                      | Copa Confederaciones 1997               |
| 7                        | 14 de diciembre de 1997  | Estadio Rey Fahd, Riad, Arabia Saudita                          | Arabia Saudita               | 5–0                      | Copa Confederaciones 1997               |
| 8                        | 9 de mayo de 1998        | Stadio Enzo Mazotti, Montecatini Terme, Italia                  | Estonia                      | 6–0                      | Amistoso                                |
| 9                        | 20 de mayo de 1998       | Bislett Stadion, Oslo, Noruega                                  | Noruega                      | 2–5                      | Amistoso                                |
| 10                       | 17 de noviembre de 1998  | Memorial Coliseum, Los Ángeles, Estados Unidos                  | El Salvador                  | 2–0                      | Amistoso                                |
| 11                       | 27 de octubre de 1999    | Robertson Stadium, Houston, Estados Unidos                      | Ecuador                      | 0–0                      | Amistoso                                |
| 12                       | 7 de marzo de 2001       | Estadio Jalisco, Guadalajara, México                            | Brasil                       | 3–3                      | Amistoso                                |
| 13                       | 25 de marzo de 2001      | Estadio Azteca, México DF, México                               | Jamaica                      | 4–0                      | Eliminatorias 2002                      |
| 14                       | 11 de abril de 2001      | Estadio Tecnológico, Monterrey, México                          | Chile                        | 1–0                      | Amistoso                                |
| 15                       | 25 de abril de 2001      | Queen's Park Oval, Puerto España, Trinidad y Tobago             | Trinidad y Tobago            | 1–1                      | Eliminatorias 2002                      |
| 16                       | 26 de mayo de 2001       | Pride Park Stadium, Derby, Inglaterra                           | Inglaterra                   | 0–4                      | Amistoso                                |
| 17                       | 30 de mayo de 2001       | Suwon World Cup Stadium, Suwon, Corea del Sur                   | Australia                    | 0–2                      | Copa Confederaciones 2001               |
| 18                       | 1 de junio de 2001       | Munsu Football Stadium, Ulsan, Corea del Sur                    | Corea del Sur                | 1–2                      | Copa Confederaciones 2001               |
| 19                       | 3 de junio de 2001       | Munsu Football Stadium, Ulsan, Corea del Sur                    | Francia                      | 0–4                      | Copa Confederaciones 2001               |
| 20                       | 16 de junio de 2001      | Estadio Azteca, México DF, México                               | Costa Rica                   | 1–2                      | Eliminatorias 2002                      |
| 21                       | 18 de julio de 2001      | Estadio Olímpico Pascual Guerrero, Cali, Colombia               | Perú                         | 0–1                      | Copa América 2001                       |
| 22                       | 31 de octubre de 2001    | Estadio Cuauhtémoc, Puebla, México                              | El Salvador                  | 4–1                      | Amistoso                                |
| 23                       | 14 de noviembre de 2001  | Estadio Nuevo Colombino, Huelva, España                         | España                       | 0–1                      | Amistoso                                |
| 24                       | 16 de mayo de 2002       | Pacific Bell Park, San Francisco, Estados Unidos                | Bolivia                      | 1–0                      | Amistoso                                |
| 25                       | 4 de febrero de 2003     | Los Angeles Memorial Coliseum, Los Ángeles, Estados Unidos      | Argentina                    | 0–1                      | Amistoso                                |
| 26                       | 12 de febrero de 2003    | Bank One Ball Park, Phoenix, Estados Unidos                     | Colombia                     | 0–0                      | Amistoso                                |
| 27                       | 30 de abril de 2003      | Estadio Jalisco, Guadalajara, México                            | Brasil                       | 0–0                      | Amistoso                                |
| 28                       | 8 de mayo de 2003        | Reliant Stadium, Houston, Estados Unidos                        | Estados Unidos               | 0–0                      | Amistoso                                |
| 29                       | 6 de julio de 2003       | The Home Depot Center, Carson, Estados Unidos                   | El Salvador                  | 1–2                      | Amistoso                                |
| 30                       | 13 de julio de 2003      | Estadio Azteca, México DF, México                               | Brasil                       | 1–0                      | Copa de Oro de la Concacaf 2003         |
| 31                       | 17 de julio de 2003      | Estadio Azteca, México DF, México                               | Honduras                     | 0–0                      | Copa de Oro de la Concacaf 2003         |
| 32                       | 20 de julio de 2003      | Estadio Azteca, México DF, México                               | Jamaica                      | 5–0                      | Copa de Oro de la Concacaf 2003         |
| 33                       | 24 de julio de 2003      | Estadio Azteca, México DF, México                               | Costa Rica                   | 2–0                      | Copa de Oro de la Concacaf 2003         |
| 34                       | 27 de julio de 2003      | Estadio Azteca, México DF, México                               | Brasil                       | 1–0                      | Copa de Oro de la Concacaf 2003         |
| 35                       | 15 de octubre de 2003    | Soldier Field, Chicago, Estados Unidos                          | Uruguay                      | 0–2                      | Amistoso                                |
| 36                       | 19 de noviembre de 2003  | Bank One Ball Park, Phoenix, Estados Unidos                     | Islandia                     | 0–0                      | Amistoso                                |
| 37                       | 18 de febrero de 2004    | The Home Depot Center, Carson, Estados Unidos                   | Chile                        | 1–1                      | Amistoso                                |
| 38                       | 8 de marzo de 2004       | Estadio Víctor Manuel Reyna, Tuxtla Gutiérrez, México           | Ecuador                      | 2–1                      | Amistoso                                |
| 39                       | 31 de marzo de 2004      | The Home Depot Center, Carson, Estados Unidos                   | Costa Rica                   | 2–0                      | Amistoso                                |
| 40                       | 28 de abril de 2004      | Cotton Bowl, Dallas, Estados Unidos                             | Estados Unidos               | 0–1                      | Amistoso                                |
| 41                       | 19 de junio de 2004      | Alamodome, San Antonio, Estados Unidos                          | Dominica                     | 10–0                     | Clasificación para la Copa Mundial 2006 |
| 42                       | 7 de julio de 2004       | Estadio Elías Aguirre, Chiclayo, Perú                           | Uruguay                      | 2–2                      | Copa América 2004                       |
| 43                       | 10 de julio de 2004      | Estadio Elías Aguirre, Chiclayo, Perú                           | Argentina                    | 1–0                      | Copa América 2004                       |
| 44                       | 13 de julio de 2004      | Estadio Miguel Grau, Piura, Perú                                | Ecuador                      | 2–1                      | Copa América 2004                       |
| 45                       | 18 de julio de 2004      | Estadio Miguel Grau, Piura, Perú                                | Brasil                       | 0–4                      | Copa América 2004                       |
| 46                       | 8 de septiembre de 2004  | Estadio Hasely Crawford, Puerto España, Trinidad y Tobago       | Trinidad y Tobago            | 3–1                      | Clasificación para la Copa Mundial 2006 |
| 47                       | 6 de octubre de 2004     | Estadio Hidalgo, Pachuca, México                                | San Vicente y las Granadinas | 7–0                      | Clasificación para la Copa Mundial 2006 |
| 48                       | 10 de octubre de 2004    | Estadio Arnos Vale, Kingstown, Saint Vincent and the Grenadines | San Vicente y las Granadinas | 7–0                      | Clasificación para la Copa Mundial 2006 |
| 49                       | 13 de octubre de 2004    | Estadio Cuauhtémoc, Puebla, México                              | Trinidad y Tobago            | 3–0                      | Clasificación para la Copa Mundial 2006 |
| 50                       | 27 de marzo de 2005      | Estadio Azteca, México DF, México                               | Estados Unidos               | 2–1                      | Clasificación para la Copa Mundial 2006 |
| 51                       | 30 de marzo de 2005      | Estadio Rommel Fernández, Ciudad de Panamá, Panamá              | Panamá                       | 1–1                      | Clasificación para la Copa Mundial 2006 |
| 52                       | 4 de junio de 2005       | Estadio Mateo Flores, Ciudad de Guatemala, Guatemala            | Guatemala                    | 2–0                      | Clasificación para la Copa Mundial 2006 |
| 53                       | 8 de junio de 2005       | Estadio Azteca, México DF, México                               | Trinidad y Tobago            | 2–0                      | Eliminatorias 2006                      |
| 54                       | 16 de junio de 2005      | AWD-Arena, Hanover, Alemania                                    | Japón                        | 2–1                      | Copa Confederaciones 2005               |
| 55                       | 19 de junio de 2005      | Waldstadion, Fráncfort, Alemania                                | Brasil                       | 1–0                      | Copa Confederaciones 2005               |
| 56                       | 22 de junio de 2005      | Waldstadion, Fráncfort, Alemania                                | Grecia                       | 0–0                      | Copa Confederaciones 2005               |
| 57                       | 26 de junio de 2005      | AWD-Arena, Hanover, Alemania                                    | Argentina                    | 1–1                      | Copa Confederaciones 2005               |
| 58                       | 29 de junio de 2005      | Zentralstadion, Leipzig, Alemania                               | Alemania                     | 3–4                      | Copa Confederaciones 2005               |
| 59                       | 17 de agosto de 2005     | Estadio Azteca, México DF, México                               | Costa Rica                   | 2–0                      | Eliminatorias 2006                      |
| 60                       | 3 de septiembre de 2005  | Columbus Crew, Columbus, Estados Unidos                         | Estados Unidos               | 0–2                      | Clasificación para la Copa Mundial 2006 |
| 61                       | 7 de septiembre de 2005  | Estadio Azteca, México DF, México                               | Panamá                       | 5–0                      | Clasificación para la Copa Mundial 2006 |
| 62                       | 26 de octubre de 2005    | Estadio Jalisco, Guadalajara, México                            | Uruguay                      | 3–1                      | Amistoso                                |
| 63                       | 16 de noviembre de 2005  | Reliant Stadium, Houston, Estados Unidos                        | Bulgaria                     | 0–3                      | Amistoso                                |
| 64                       | 15 de febrero de 2006    | Los Angeles Memorial Coliseum, Los Ángeles, Estados Unidos      | Corea del Sur                | 0–1                      | Amistoso                                |
| 65                       | 1 de marzo de 2006       | Pizza Hut Park, Frisco, Estados Unidos                          | Ghana                        | 1–0                      | Amistoso                                |
| 66                       | 29 de marzo de 2006      | Soldier Field, Chicago, Estados Unidos                          | Paraguay                     | 2–1                      | Amistoso                                |
| 67                       | 5 de mayo de 2006        | Estadio Rose Bowl, Pasadena, Estados Unidos                     | Venezuela                    | 1–0                      | Amistoso                                |
| 68                       | 12 de mayo de 2006       | Estadio Azteca, México DF, México                               | RD Congo                     | 2–1                      | Amistoso                                |
| 69                       | 27 de mayo de 2006       | Stade de France, Saint-Denis, Francia                           | Francia                      | 0–1                      | Amistoso                                |
| 70                       | 1 de junio de 2006       | Philips Stadion, Eindhoven, Países Bajos                        | Países Bajos                 | 1–2                      | Amistoso                                |
| 71                       | 11 de junio de 2006      | Frankenstadion, Núremberg, Alemania                             | Irán                         | 3–1                      | Copa Mundial de Fútbol de 2006          |
| 72                       | 16 de junio de 2006      | AWD-Arena, Hanover, Alemania                                    | Angola                       | 0–0                      | Copa Mundial de Fútbol de 2006          |
| 73                       | 21 de junio de 2006      | Veltins-Arena, Gelsenkirchen, Alemania                          | Portugal                     | 1–2                      | Copa Mundial de Fútbol de 2006          |
| 74                       | 24 de junio de 2006      | Zentralstadion, Leipzig, Alemania                               | Argentina                    | 1–2                      | Copa Mundial de Fútbol de 2006          |
| 75                       | 7 de febrero de 2007     | University of Phoenix Stadium, Glendale, Estados Unidos         | Estados Unidos               | 0–2                      | Amistoso                                |
| 76                       | 5 de junio de 2007       | Estadio Azteca, México DF, México                               | Paraguay                     | 0–1                      | Amistoso                                |
| 77                       | 10 de junio de 2007      | Giants Stadium, East Rutherford, Estados Unidos                 | Honduras                     | 1–2                      | Copa de Oro de la Concacaf 2007         |
| 78                       | 13 de junio de 2007      | Reliant Stadium, Houston, Estados Unidos                        | Panamá                       | 1–0                      | Copa de Oro de la Concacaf 2007         |
| 79                       | 17 de junio de 2007      | Reliant Stadium, Houston, Estados Unidos                        | Costa Rica                   | 1–0                      | Copa de Oro de la Concacaf 2007         |
| 80                       | 21 de junio de 2007      | Soldier Field, Chicago, Estados Unidos                          | Guadalupe                    | 1–0*                     | Copa de Oro de la Concacaf 2007         |
| 81                       | 24 de junio de 2007      | Soldier Field, Chicago, Estados Unidos                          | Estados Unidos               | 1–2                      | Copa de Oro de la Concacaf 2007         |
| 82                       | 1 de julio de 2007       | Estadio Monumental de Maturín, Maturín, Venezuela               | Ecuador                      | 2–1                      | Copa América 2007                       |
| 83                       | 8 de julio de 2007       | Estadio Monumental de Maturín, Maturín, Venezuela               | Paraguay                     | 6–0                      | Copa América 2007                       |
| 84                       | 11 de julio de 2007      | Polideportivo Cachamay, Puerto Ordaz, Venezuela                 | Argentina                    | 0–3                      | Copa América 2007                       |
| 85                       | 26 de marzo de 2008      | Craven Cottage, Londres, Inglaterra                             | Ghana                        | 2–1                      | Amistoso                                |
| 86                       | 16 de abril de 2008      | Qwest Field, Seattle, Estados Unidos                            | China                        | 1–0                      | Amistoso                                |
| 87                       | 4 de junio de 2008       | Qualcomm Stadium, San Diego, Estados Unidos                     | Argentina                    | 1–4                      | Amistoso                                |
| 88                       | 8 de junio de 2008       | Soldier Field, Chicago, Estados Unidos                          | Perú                         | 4–0                      | Amistoso                                |
| 89                       | 15 de junio de 2008      | Reliant Stadium, Houston, Estados Unidos                        | Belice                       | 0-2                      | Clasificación para la Copa Mundial 2010 |
| 90                       | 15 de julio de 2008      | Estadio Universitario, San Nicolás de los Garza, México         | Belice                       | 7–0                      | Clasificación para la Copa Mundial 2010 |
| 91                       | 20 de agosto de 2008     | Estadio Azteca, México DF, México                               | Honduras                     | 2–1                      | Clasificación para la Copa Mundial 2010 |
| 92                       | 6 de septiembre de 2008  | Estadio Azteca, México DF, México                               | Jamaica                      | 3–0                      | Clasificación para la Copa Mundial 2010 |
| 93                       | 10 de septiembre de 2008 | Estadio Víctor Manuel Reyna, Tuxtla Gutiérrez, México           | Canadá                       | 2–1                      | Clasificación para la Copa Mundial 2010 |
| 94                       | 11 de octubre de 2008    | Parque Independence, Kingston, Jamaica                          | Jamaica                      | 1-0                      | Clasificación para la Copa Mundial 2010 |
| 95                       | 15 de octubre de 2008    | Commonwealth Stadium, Edmonton, Canadá                          | Canadá                       | 2–2                      | Clasificación para la Copa Mundial 2010 |
| 96                       | 19 de noviembre de 2008  | Estadio Olímpico Metropolitano, San Pedro Sula, Honduras        | Honduras                     | 1-0                      | Clasificación para la Copa Mundial 2010 |
| 97                       | 28 de enero de 2009      | O.County Coliseum, Oakland, Estados Unidos                      | Suecia                       | 1-0                      | Amistoso                                |
| 98                       | 11 de febrero de 2009    | Columbus Crew, Columbus, Estados Unidos                         | Estados Unidos               | 2-0                      | Clasificación para la Copa Mundial 2010 |
| 99                       | 11 de octubre de 2011    | Estadio TSM Corona, Torreón, México                             | Brasil                       | 1–2                      | Amistoso                                |

- (*) Encuentro no avalado por FIFA.

## Estadísticas

### Clubes
| Atlas F. C. · México |               |               |     |    |     |     |
| 1.ª | 1993-94       | 16            | -   | -  | 16  |     |
| 1.ª | 1994-95       | 32            | 1   | -  | 33  |     |
| 1.ª | 1995-96       | 33            | 5   | -  | 38  |     |
| Total club | Total club    | 81            | 6   | -  | 87  |     |
| C. América · México |               |               |     |    |     |     |
| 1.ª | 1996-97       | 14            | 7   | -  | 21  |     |
| 1.ª | 1997-98       | 32            | -   | 16 | 48  |     |
| 1.ª | 1998-99       | 30            | 4   | -  | 34  |     |
| Total club | Total club    | 76            | 11  | 16 | 103 |     |
| C. D. Guadalajara · México |               |               |     |    |     |     |
| 1.ª | 1999-00       | 40            | 4   | -  | 44  |     |
| 1.ª | 2000-01       | 33            | -   | 8  | 41  |     |
| 1.ª | 2001-02       | 32            | -   | 1  | 33  |     |
| 1.ª | 2002-03       | 44            | -   | -  | 44  |     |
| 1.ª | 2003-04       | 44            | 3   | -  | 47  |     |
| 1.ª | 2004-05       | 28            | 2   | -  | 30  |     |
| 1.ª | 2005-06       | 27            | 4   | 6  | 37  |     |
| 1.ª | 2006          | 24            | -   | 10 | 34  |     |
| Total club | Total club    | 272           | 13  | 25 | 310 |     |
| C. Santos Laguna · México |               |               |     |    |     |     |
| 1.ª | 2007          | 17            | -   | -  | 17  |     |
| 1.ª | 2007-08       | 29            | -   | -  | 29  |     |
| 1.ª | 2008-09       | 35            | -   | 9  | 44  |     |
| 1.ª | 2009-10       | 42            | 3   | 4  | 49  |     |
| 1.ª | 2010-11       | 34            | -   | 3  | 37  |     |
| 1.ª | 2011-12       | 44            | -   | 9  | 53  |     |
| 1.ª | 2012-13       | 38            | -   | 8  | 46  |     |
| 1.ª | 2013-14       | 41            | 1   | 7  | 49  |     |
| 1.ª | 2014          | 16            | 0   | -  | 16  |     |
| Total club | Total club    | 296           | 4   | 40 | 340 |     |
| Total carrera | Total carrera | Total carrera | 725 | 34 | 81  | 840 |
| (1)Incluye datos de la Copa México, Pre Pre Libertadores (1998, 1999) e InterLiga (2004, 2005, 2006, 2010)y Copa Libertadores (1998, 2005, 2006, 2014) (2)Incluye datos de la Concacaf Liga de Campeones (2008-09, 2010-11, 2011-12, 2012-13), SuperLiga (2008, 2009), Copa Merconorte (2000, 2001), Copa Pre Libertadores (1998) |               |               |     |    |     |     |

### Resumen estadístico
|                            | Partidos |
| -------------------------- | -------- |
| Primera División de México | 725      |
| Copas nacionales           | 34       |
| Torneos internacionales    | 85       |
| Selección Mexicana         | 99       |
| Selección Mexicana Sub-20  | 4        |
| Total                      | 943      |

### Récords
- Liga

1. Guardameta con más penales atajados (25).[58]
2. Racha de 82 partidos jugados sin interrupción (Récord personal).[59]

### Penales atajados
| Penales atajados en la liga | Penales atajados en la liga | Penales atajados en la liga    | Penales atajados en la liga | Penales atajados en la liga | Penales atajados en la liga | Penales atajados en la liga | Penales atajados en la liga |
| #                           | Fecha                       | Estadio                        | Oponente                    | Resultado                   | Minuto                      | Temporada                   | Jugador                     |
| --------------------------- | --------------------------- | ------------------------------ | --------------------------- | --------------------------- | --------------------------- | --------------------------- | --------------------------- |
| 1                           | 17 de septiembre de 1994    | Estadio Jalisco                | UNAM                        | 1-0                         | 63                          | 1994-95                     | Claudio Suárez              |
| 2                           | 5 de noviembre de 1995      | Estadio Jalisco                | Guadalajara                 | 5-2                         | 52                          | 1995-96                     |                             |
| 3                           | 11 de febrero de 1996       | Estadio Neza 86                | Toros Neza                  | 0-0                         | 74                          | 1995-96                     |                             |
| 4                           | 7 de agosto de 1998         | Estadio Tres de Marzo          | Estudiantes                 | 1-4                         | 47                          | Invierno 1998               | Rubén Da Silva              |
| 5                           |                             |                                |                             | 0-0                         |                             |                             |                             |
| 6                           |                             |                                |                             | 0-0                         |                             |                             |                             |
| 7                           |                             |                                |                             | 0-0                         |                             |                             |                             |
| 8                           |                             |                                |                             | 0-0                         |                             |                             |                             |
| 9                           |                             |                                |                             | 0-0                         |                             |                             |                             |
| 10                          | 18 de noviembre de 2000     | Estadio Tecnológico            | Monterrey                   | 2-1                         | 32                          | Invierno 2000               | Antonio Mohamed             |
| 11                          | 28 de octubre de 2001       | Estadio Hidalgo                | Pachuca                     | 2-1                         | 21                          | Invierno 2001               | Gabriel Caballero           |
| 12                          |                             |                                |                             | 0-0                         |                             |                             |                             |
| 13                          | 11 de agosto de 2002        | Estadio Jalisco                | América                     | 0-1                         | 25                          | Apertura 2002               | Cuauhtémoc Blanco           |
| 14                          | 15 de febrero de 2003       | Estadio Universitario          | Tigres                      | 1-0                         | 53                          | Clausura 2003               | Irênio Soares               |
| 15                          | 31 de mayo de 2003          | Estadio Morelos                | Morelia                     | 4-2                         | 33                          | Clausura 2003               | Adolfo Bautista             |
| 16                          | 14 de febrero de 2004       | Estadio Morelos                | Morelia                     | 0-1                         | 55                          | Clausura 2004               | Mariano Trujillo            |
| 17                          | 24 de abril de 2004         | Estadio Tecnológico            | Monterrey                   | 3-3                         | 72                          | Clausura 2004               | Guillermo Franco            |
| 18                          | 5 de junio de 2004          | Estadio Jalisco                | Toluca                      | 2-0                         | 79                          | Clausura 2004               | Rafael García               |
| 19                          | 30 de noviembre de 2006     | Estadio Jalisco                | América                     | 2-0                         | 87                          | Apertura 2006               | Salvador Cabañas            |
| 20                          | 4 de septiembre de 2009     | Estadio Tres de Marzo          | Estudiantes                 | 2-4                         | 24                          | Apertura 2009               |                             |
| 21                          |                             |                                |                             | 0-0                         |                             |                             |                             |
| 22                          | 18 de febrero de 2012       | Estadio TSM Corona             | Monterrey                   | 1-1                         | 53                          | Clausura 2012               | Luis Ernesto Pérez          |
| 23                          | 1 de abril de 2012          | Estadio Nemesio Díez           | Toluca                      | 1-3                         | 40                          | Clausura 2012               | Iván Alonso                 |
| 24                          | 11 de enero de 2013         | Estadio TSM Corona             | Guadalajara                 | 2–0                         | 90+3                        | Clausura 2013               | Luis Ernesto Pérez          |
| 25                          | 3 de febrero de 2013        | Estadio Olímpico Universitario | UNAM                        | 0–0                         | 45                          | Clausura 2013               | Efraín Velarde              |

## Palmarés

### Campeonatos nacionales
| Título  | Club          | País   | Año  |
| ------- | ------------- | ------ | ---- |
| Liga MX | Guadalajara   | México | 2006 |
| Liga MX | Santos Laguna | México | 2008 |
| Liga MX | Santos Laguna | México | 2012 |
| Copa MX | Santos Laguna | México | 2014 |

### Campeonatos internacionales
| Título            | Club   | País                  | Año  |
| ----------------- | ------ | --------------------- | ---- |
| Copa Oro CONCACAF | México | Estados Unidos        | 1996 |
| Copa Oro CONCACAF | México | México Estados Unidos | 2003 |

### Distinciones individuales
| Distinción                                                     | Año     |
| -------------------------------------------------------------- | ------- |
| Citlalli al Mejor Portero de la Primera División de México     | 1995-96 |
| Citlalli al Mejor Portero de la Primera División de México     | 2000    |
| Citlalli al Mejor Portero de la Primera División de México     | 2002    |
| Citlalli al Mejor Portero de la Primera División de México     | 2003    |
| Mejor Portero de la Copa de Oro de la Concacaf                 | 2003    |
| Balón de Oro al Mejor Portero de la Primera División de México | 2003-04 |
| Balón de Oro al Mejor Jugador de la Primera División de México | 2003-04 |
| Balón de Oro al Mejor Portero de la Primera División de México | 2004-05 |
| Balón de Oro al Mejor Portero de la Primera División de México | 2005    |
| Balón de Oro al Mejor Jugador de la Primera División de México | 2005    |
| Premio al Mejor Portero de la Copa FIFA Confederaciones        | 2005    |
| Guante de Oro de la Concacaf Liga Campeones                    | 2012-13 |